# Radioactive Tour
Il Radioactive Tour è stato il secondo tour, il primo mondiale, della cantante britannica Rita Ora, a supporto del suo primo album in studio Ora (2012).

## Scaletta
1. Radioactive
2. Facemelt
3. Love and War
4. Hot Right Now
5. Been Lying
6. Fair
7. Shine Ya Light
8. Roc the Life
9. Meet Ya
10. Hey Ya!
11. Uneasy
12. How We Do (Party)
13. Fall in Love
14. R.I.P.